# Aphidius pelargonii
Aphidius pelargonii är en stekelart som beskrevs av Jaroslav Stary och Mary Carver 1980. Aphidius pelargonii ingår i släktet Aphidius och familjen bracksteklar. Inga underarter finns listade i Catalogue of Life.